# JACC
JACC(Java Authorization Contract for Containers)는 J2EE 1.4부터 제시된 스펙으로 EJB와 서블릿의 접근 권한을 정의하고 처리하는 표준적인 방법을 제시하는 스펙이다. 따라서, JACC Provider를 작성해 두면, JACC 호환 Java EE 애플리케이션 서버에서 사용할 수 있다.

## 같이 보기
- 자바 플랫폼, 엔터프라이즈 에디션(J2EE)